# Henry Brabham Cup

Henry Brabham Cup

Der Henry Brabham Cup ist eine Eishockeytrophäe der ECHL, die nach dem Gründungsmitglied der East Coast Hockey League und ehemaligen Besitzer der Erie Panthers Henry Brabham benannt ist. Die Trophäe wird seit 1989 an das ECHL-Team vergeben, welches die meisten Punkte in der regulären Saison erreicht hat.

## Gewinner
| Saison    | Team                       | Punkte             |
| --------- | -------------------------- | ------------------ |
| 2024/25   | South Carolina Stingrays   | 109                |
| 2023/24   | Kansas City Mavericks      | 114                |
| 2022/23   | Idaho Steelheads           | 119                |
| 2021/22   | Toledo Walleye             | 102                |
| 2020/21   | Florida Everblades         | 92                 |
| 2019/20   | Saison abgebrochen         | Saison abgebrochen |
| 2018/19   | Cincinnati Cyclones        | 110                |
| 2017/18   | Florida Everblades         | 112                |
| 2016/17   | Toledo Walleye             | 106                |
| 2015/16   | Missouri Mavericks         | 109                |
| 2014/15   | Toledo Walleye             | 107                |
| 2013/14   | Alaska Aces                | 97                 |
| 2012/13   | Alaska Aces                | 106                |
| 2011/12   | Alaska Aces                | 97                 |
| 2010/11   | Alaska Aces                | 97                 |
| 2009/10   | Idaho Steelheads           | 103                |
| 2008/09   | Florida Everblades         | 103                |
| 2007/08   | Cincinnati Cyclones        | 115                |
| 2006/07   | Las Vegas Wranglers        | 106                |
| 2005/06   | Alaska Aces                | 113                |
| 2004/05   | Pensacola Ice Pilots       | 107                |
| 2003/04   | San Diego Gulls            | 108                |
| 2002/03   | Toledo Storm               | 104                |
| 2001/02   | Louisiana IceGators        | 116                |
| 2000/01   | Trenton Titans             | 104                |
| 1999/2000 | Florida Everblades         | 108                |
| 1998/99   | Pee Dee Pride              | 106                |
| 1997/98   | Louisiana IceGators        | 96                 |
| 1996/97   | South Carolina Stingrays   | 100                |
| 1995/96   | Richmond Renegades         | 105                |
| 1994/95   | Wheeling Thunderbirds      | 97                 |
| 1993/94   | Knoxville Cherokees        | 94                 |
| 1992/93   | Wheeling Thunderbirds      | 88                 |
| 1991/92   | Toledo Storm               | 95                 |
| 1990/91   | Knoxville Cherokees        | 97                 |
| 1989/90   | Winston-Salem Thunderbirds | 82                 |
| 1988/89   | Erie Panthers              | 77                 |